# Fabian Biörck
Fabian Biörck, född 21 oktober 1893, död 27 september 1977, var en svensk friidrottare.
Biörck tog SM-guld på 400 meter 1917. Han tävlade för Jönköpings AIK.